# العلاقات الفنلندية الكيريباتية
العلاقات الفنلندية الكيريباتية هي العلاقات الثنائية التي تجمع بين فنلندا وكيريباتي.

## مقارنة بين البلدين
هذه مقارنة عامة ومرجعية للدولتين:
| وجه المقارنة                                              | فنلندا                                                                               | كيريباتي                        |
| --------------------------------------------------------- | ------------------------------------------------------------------------------------ | ------------------------------- |
| المساحة (كم2)                                             | 338.42 ألف                                                                           | 811                             |
| عدد السكان (نسمة)                                         | 5.52 مليون                                                                           | 116.40 ألف                      |
| الكثافة السكانية (ن./كم²)                                 | 16.31                                                                                | 14.35 ألف                       |
| العاصمة                                                   | هلسنكي                                                                               | جنوب تاراوا                     |
| اللغة الرسمية                                             | اللغة الفنلندية، اللغة السويدية                                                      | لغة إنجليزية، اللغة الكيريباتية |
| العملة                                                    | يورو، ماركا فنلندية                                                                  | دولار كريباتي، دولار أسترالي    |
| الناتج المحلي الإجمالي (بليون دولار)                      | 251.88 مليار                                                                         | 196.15 مليون                    |
| الناتج المحلي الإجمالي (تعادل القوة الشرائية) بليون دولار | 231.84 مليار                                                                         | 224.26 مليون                    |
| الناتج المحلي الإجمالي الاسمي للفرد دولار أمريكي          | 42.31 ألف                                                                            | 1.42 ألف                        |
| الناتج المحلي الإجمالي للفرد دولار أمريكي                 | 40.68 ألف                                                                            | 1.81 ألف                        |
| مؤشر التنمية البشرية                                      | 0.883                                                                                | 0.590                           |
| رمز المكالمات الدولي                                      | +358                                                                                 | +686                            |
| رمز الإنترنت                                              | .fi                                                                                  | .ki                             |
| المنطقة الزمنية                                           | ت ع م+02:00، ت ع م+03:00، أوروبا/هلسنكي ‏، توقيت شرق أوروبا، توقيت شرق أوروبا الصيفي ‏ |                                 |

## منظمات دولية مشتركة
يشترك البلدان في عضوية مجموعة من المنظمات الدولية، منها:
| علم المنظمة | اسم المنظمة                   | تاريخ انضمام فنلندا | تاريخ انضمام كيريباتي |
| ----------- | ----------------------------- | ------------------- | --------------------- |
|             | بنك التنمية الآسيوي           | 1966                | 1974                  |
|             | مؤسسة التنمية الدولية         | 29 ديسمبر 1960      | 2 أكتوبر 1986         |
|             | يونسكو                        | 10 أكتوبر 1956      | 24 أكتوبر 1989        |
|             | الأمم المتحدة                 | 14 ديسمبر 1955      | 14 سبتمبر 1999        |
|             | الاتحاد البريدي العالمي       | ?                   | ?                     |
|             | البنك الدولي للإنشاء والتعمير | 14 يناير 1948       | 29 سبتمبر 1986        |
|             | الاتحاد الدولي للاتصالات      | 1 سبتمبر 1920       | 3 نوفمبر 1986         |
|             | منظمة حظر الأسلحة الكيميائية  | ?                   | ?                     |
|             | مؤسسة التمويل الدولية         | 20 يوليو 1956       | 2 أكتوبر 1986         |

## وصلات خارجية
- موقع وزارة الخارجية الفنلندية